# Pacta conventa (Pologne)
Pour les articles homonymes, voir Pacta conventa.

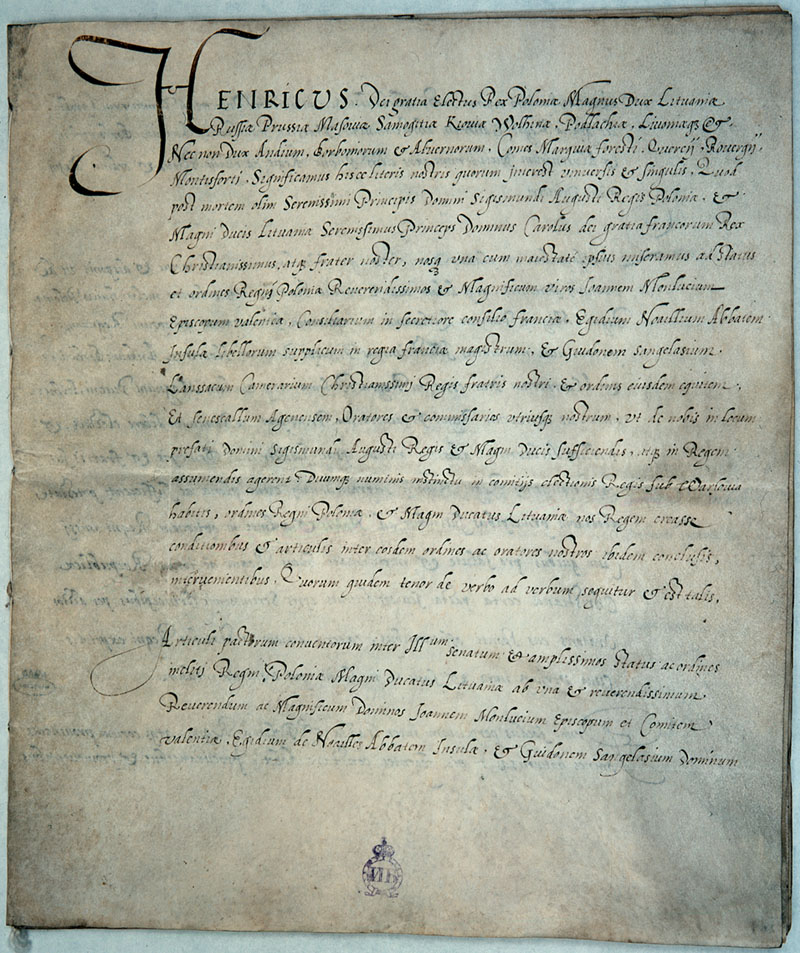
Pacta conventa

Pacta conventa (formule latine : littéralement « les accords convenus ») est le nom donné dans la république des Deux Nations, monarchie élective qui a duré de 1569 à 1795, aux conventions spécifiques imposées avant leur couronnement par la noblesse polono-lituanienne, incarnation de la nation (narod), aux rois nouvellement élus, en complément des Articles henriciens de 1573, charte fondamentale de cette république nobiliaire.
Les Pacta conventa contenaient les engagements personnels du nouveau roi dans les domaines des affaires étrangères, des impôts, de la dette publique, des affaires militaires, etc., variables en fonction des circonstances historiques. Ce document était élaboré par chaque diète électorale et son acceptation (signature et serment), en complément des Articles henriciens, était une condition de l'accession au trône du nouvel élu.

## D'Henri de Valois (1573) à Stanislas Poniatowski (1764)
Le premier roi de Pologne et, ipso facto, grand-duc de Lituanie élu est Henri de Valois en 1573, qui abandonne le trône l'année suivante pour devenir roi de France sous le nom d'Henri III.
À partir de l'accession au trône de Sigismond Vasa (1587), la distinction entre les Pacta conventa et les Articles henriciens disparut[pas clair].
Lorsque la diète était réunie (normalement tous les deux ans), la session commençait toujours par une lecture des Pacta conventa et chaque membre de l'assemblée avait le droit de signaler les infractions éventuellement commises par le roi, afin que les accords soient correctement respectés à l'avenir.
Le dernier roi élu est Stanislas II Auguste (à l'origine, Stanislas Poniatowski), en 1764, qui a juré de respecter les Articles henriciens et les Pacta conventa le 13 novembre. Son règne a pris fin en 1795, à la suite du troisième partage de la Pologne, qui mettait fin à l'existence de la république des Deux Nations.